# Dommerberg

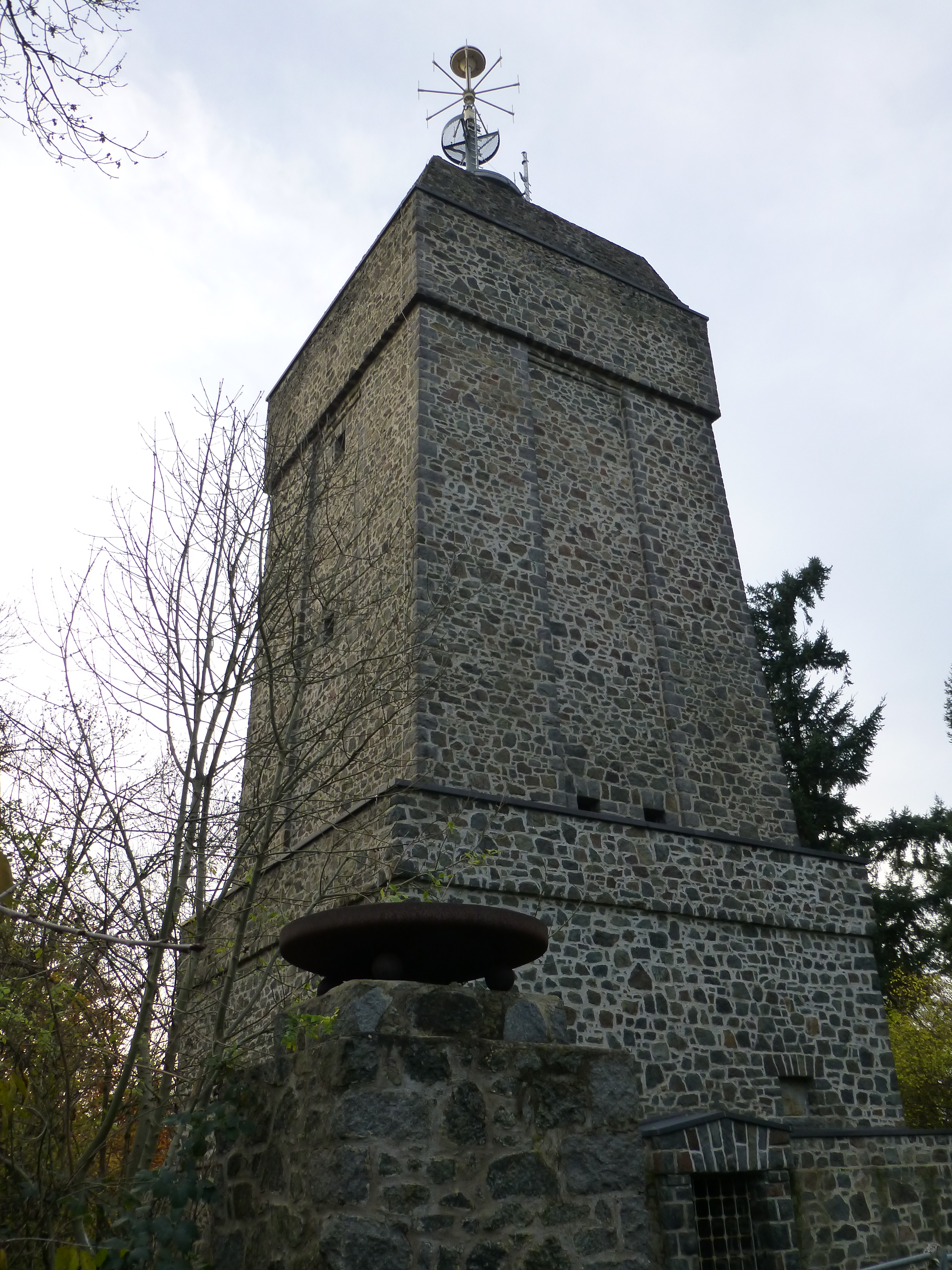
Bismarckturm auf dem Dommerberg

Der Dommerberg ist ein 263,6 m ü. NHN hoher Berg im nordwestlichen Odenwald und etwa 2 km südöstlich des Stadtzentrums von Darmstadt in Hessen gelegen. Er ist die höchste Erhebung in der Gemarkung Darmstadt. Der Berg ist stark bewaldet.

## Etymologie und Geschichte
In einem Grundriss aus dem Jahr 1724 im Jagdatlas des Landgrafen Ludwig VIII. heißt die Höhe „Tumme“. Im Lauf der Zeit wurde daraus „Tummesberg“ und später „Dommerberg“. Die Bedeutung des Namens ist ungeklärt.

## Sonstiges
Auf dem Berg steht der Bismarckturm.
Der Dommerberg ist einer der sieben Hügel des Darmstädter Wanderwegs 7-Hügel-Steig. In dessen Beschreibung wird er jedoch fälschlicherweise als Dommersberg bezeichnet.